# Karl Jacobs
Karl Thomas Jacobs (Nova Iorque, 19 de julho de 1998), anteriormente conhecido como GamerBoyKarl, é um streamer norte-americano. Jacobs ganhou destaque como membro do elenco de MrBeast e depois desenvolveu seus próprios vídeos, principalmente de conteúdo Minecraft. Jacobs é o criador da série de antologia Tales from the SMP ambientada no Dream SMP, que será adaptada para uma série de quadrinhos publicada pela Dark Horse Comics. Jacobs também é co-apresentador do podcast Banter com os youtubers Sapnap e GeorgeNotFound.

## Infância
Karl Thomas Jacobs nasceu em 19 de julho de 1998.

## Carreira
Jacobs começou a fazer transmissões na Twitch em 2017, jogando Roblox sob o nome GamerBoyKarl. Em 2019, ele foi contratado como editor de vídeo para o youtuber MrBro. Jacobs então tornou-se cinegrafista para o irmão de MrBro, o youtuber MrBeast, antes de se tornar um membro do elenco de tela de MrBeast. Durante um vídeo para o MrBeast Gaming, Jacobs conheceu o youtuber Minecraft Dream, e posteriormente foi convidado a ingressar em seu servidor, o Dream SMP.
Jacobs criou a série online Tales from the SMP, que explora a história de personagens no Dream SMP seguindo o personagem viajante no tempo de Jacobs por vários momentos e locais no servidor. A série contou com personalidades da internet como Lil Nas X, Dream e Corpse Husband. O piloto da segunda temporada, intitulado "The Maze", estreou em 11 de fevereiro de 2022. Em agosto de 2022, Jacobs anunciou que as histórias de sua série Tales from the SMP seriam adaptadas como uma série de quadrinhos intitulada Time Traveler Tales pela Dark Horse Comics. Os quadrinhos serão escritos por Dave Scheidt e ilustrados por Kelly e Nichole Matthews.
Em setembro de 2021, Jacobs iniciou um podcast com o colega youtuber de Minecraft Sapnap intitulado Banter. Após o lançamento do primeiro episódio, que contou com MrBeast, Banter brevemente superou The Joe Rogan Experience como o podcast número um no Spotify. Em 6 de agosto de 2022, GeorgeNotFound estreou publicamente como o terceiro apresentador no podcast.
Em março de 2022, Jacobs foi anunciado como embaixador criativo para a loja de sapatos Journeys. Em 9 de novembro, o jogo Once Upon a Jester foi lançado no Steam, com Jacobs dublando vários personagens. Em 14 de novembro de 2022, Jacobs lançou seu primeiro curta animado intitulado Beside Myself. O curta contou com Jacobs como roteirista e produtor, Elenor Kopka como animadora e diretora, e Richie Woods como compositor musical.

## Prêmios e indicações
| Ano  | Cerimônia            | Categoria                  | Resultado | Ref.   |
| ---- | -------------------- | -------------------------- | --------- | ------ |
| 2021 | 11th Streamy Awards  | Criador Revelação          | Indicado  | [ 28 ] |
| 2022 | The Game Awards 2022 | Criador de Conteúdo do Ano | Indicado  | [ 29 ] |
| 2024 | Forbes 30 Under 30   | Jogos                      | Incluído  | [ 30 ] |